# Finska mästerskapet i bandy 1965
Finska mästerskapet i bandy 1965 spelades av 12 lag i två serier. Oulun Työväen Palloilijat, som deltog föregående säsong, hade dragit sig ur och ersattes av Seinäjoen Palloseura, OTa och Mikkelin Palloilijat. Södra serien vanns av WP-35 och norra av OPS. Finländska mästare blev WP-35, före tvåan HIFK och bronsmedaljören OPS. Seriernas jumbolag blev Lappeenrannan Veiterä respektive OT. Skyttekung blev WP-35:s Pentti Markkanen med 15 fullträffar.

## Slutställning

### Norra serien
| Lag                  | Matcher | Vinster | Oavgjorda | Förluster | Gjorda mål | Insläppta mål | Poäng |
| -------------------- | ------- | ------- | --------- | --------- | ---------- | ------------- | ----- |
| OPS                  | 10      | 7       | 2         | 1         | 33         | 19            | 16    |
| IFK Vasa             | 10      | 5       | 2         | 3         | 25         | 18            | 12    |
| OLS                  | 10      | 4       | 2         | 4         | 25         | 28            | 10    |
| Seinäjoen Palloseura | 10      | 4       | 2         | 4         | 27         | 35            | 10    |
| Veitsiluodon Vastus  | 10      | 3       | 3         | 4         | 23         | 18            | 9     |
| Oulun Tarmo          | 10      | 1       | 1         | 8         | 16         | 31            | 3     |

### Södra serien
| Lag                    | Matcher | Vinster | Oavgjorda | Förluster | Gjorda mål | Insläppta mål | Poäng |
| ---------------------- | ------- | ------- | --------- | --------- | ---------- | ------------- | ----- |
| Warkauden Pallo -35    | 10      | 9       | 1         | 0         | 38         | 11            | 19    |
| IFK Helsingfors        | 10      | 4       | 1         | 5         | 29         | 30            | 9     |
| Lappeenrannan Pallo    | 10      | 3       | 3         | 4         | 22         | 29            | 9     |
| Käpylän Urheilu-Veikot | 10      | 2       | 4         | 4         | 24         | 27            | 8     |
| Mikkelin Palloilijat   | 10      | 4       | 0         | 6         | 25         | 33            | 8     |
| Lappeenrannan Veiterä  | 10      | 3       | 1         | 6         | 22         | 30            | 7     |

## Slutspel

### Semifinaler
| Lag 1               | Resultat  | Lag 2    | noterbart               |
| ------------------- | --------- | -------- | ----------------------- |
| Warkauden Pallo -35 | 2–0 (1–0) | IFK Vasa |                         |
| IFK Helsingfors     | 5–2 (1–0) | OPS      | efter förlängning (2–2) |

### Match om tredje pris
| Lag 1 | Resultat  | Lag 2    |
| ----- | --------- | -------- |
| OPS   | 9–3 (4–1) | IFK Vasa |

### Final
| Lag 1               | Resultat  | Lag 2           |
| ------------------- | --------- | --------------- |
| Warkauden Pallo -35 | 5–1 (2–1) | IFK Helsingfors |

## Slutställning
| Placering | Lag                 |
| --------- | ------------------- |
| 1.        | Warkauden Pallo -35 |
| 2.        | IFK Helsingfors     |
| 3.        | OPS                 |
| 4.        | IFK Vasa            |

## Finska mästarna
Finska mästare 1965 blev WP-35, med följande spelartrupp:
Olavi Toivonen, Pekka Kettunen, Paavo Kiuru, Pauli Auvinen, Birker Wright, Ilmari Väisänen, Seppo Laakkonen, Esko Holopainen, Pentti Markkanen, Pentti Jokinen, Ari Kivikoski, Seppo Koskinen, Seppo Immonen och Eino Ropponen.

### Fotnoter
1. ↑  finbandy.fi